# 광주점자도서관
광주점자도서관(光州點字圖書館)은 시각 장애인들의 편의를 위해 설립된 시립도서관이다. 광주광역시 남구 사동에 위치하고 있다.

## 안내
- 설립 : 1998년 3월 19일
- 단체성격 : 사단법인(비영리법인)
- 주요목적 : 도서대출 및 제작, 자원봉사, 이동도서관 차량 운영
- 회원수 : 360여명

## 운영 목표
- 시각의 결손으로 인하여 경험의 제약과 각종 활자정보로부터 소외되어있는 시각장애인에게 교육, 재활, 일상생활에 도움을 준다.
- 안마, 침술, 역학 등 시각장애인 직업과 일반교양 점자도서, 녹음도서 등을 제작 보급하여 정보의 접촉과 문화생활 향상에 도움을 주며 교양인으로서 현대사회에 적응토록 도움을 준다.

## 주요 업무
- 점자도서관에서의 구독보다 가정에서의 열람으로 이용자의 편의를 도모
- 시각의 장애로 이동이 불편하여 일반대출 이용이 부족한 회원들에게 우편으로 점자도서나 녹음도서를 대출하여 일반 대출의 번거로움을 보조
- 철학, 종교, 사회과학, 역사, 문학, 기술과학, 전문서적 등 신간도서를 제작하여 시각장애인이 녹음도서를 통하여 전문지식의 확보와 사회에 관한 교양을 함양
- 시각장애로 인하여 각종 정보로부터 소외된 이들에게 이동도서차량을 운행함으로써 이동이 불편한 분들에게 좀 더 편리하게 도서를 이용할 수 있도록 도움

## 자원봉사활동
- 녹음도서 - 소리 및 제작봉사
- 점자도서 - 제작 및 출력봉사

## 시설 및 자료

### 시설
- 부지 : 535m2
- 건물 : 192m2
- 열람실 : 80

### 자료
- 도서자료 : 12,870
- 연속간행물(종) : 93
- 시청각자료 : 60
- 연간증가책수 : 3,997

## 같이 보기
- 한국점자도서관
- 한국학생점자도서관
- 부산점자도서관
- 부천점자도서관
- 강서점자도서관
- 경북점자도서관
- 제주점자도서관
- 대전점자도서관
- 울산광역시 점자도서관
- 경남점자정보도서관
- 대구대학교 점자도서관
- 한국시각장애인복지재단